# Gudron de cărbune
Gudronul de cărbune este un produs secundar al producției de cocs din cărbune. Este utilizat atât în medicină, cât și în industrie. Medical, este utilizat topic, aplicat pe piele, pentru a trata anumite afecțiuni dermatologice, precum: psoriazisul și dermatita seboreică. Poate fi utilizat împreună cu terapia cu lumină ultravioletă.
Reacțiile adverse pe care le poate induce sunt iritația pielii, sensibilitate, reacții alergice și decolorarea pielii. Mecanismul său de acțiune nu este cunoscut. Din punct de vedere chimic, este un amestec de fenoli, hidrocarburi aromatice policiclice și compuși heterociclici. Prezintă proprietăți antifungice, antiinflamatoare, antipruriginoase și antiparazitare.
Se află pe lista medicamentelor esențiale ale Organizației Mondiale a Sănătății.